# Чемпіонат Одеської області з футболу 2009
Чемпіонат Одеської області з футболу 2009 року серед команд вищої ліги проходив з 23 травня по 5 вересня. У турнірі брало участь 7 колективів. Чемпіоном області за підсумками сезону став ФК «Тарутине».

## Вища ліга

### Система проведення чемпіонату
Чемпіонат проводився за традиційною системою — у два кола. Ігри відбувалися щосуботи, як резервний день використовувалася середа.

### Результати та турнірна таблиця
| М | Команда                               | 1   | 2   | 3   | 4   | 5   | 6   | 7   | І  | В  | Н | П  | М     | О  |
| - | ------------------------------------- | --- | --- | --- | --- | --- | --- | --- | -- | -- | - | -- | ----- | -- |
| 1 | ФК «Тарутине»                         |     | 2:1 | 1:0 | 3:0 | 2:0 | 2:0 | 1:0 | 12 | 11 | 1 | 0  | 18-2  | 34 |
| 2 | «Тирас-2500» (Білгород-Дністровський) | 1:1 |     | 1:0 | 2:1 | 3:1 | 3:1 | +:- | 12 | 9  | 1 | 2  | 19-13 | 28 |
| 3 | «Таврія В-Зоря» (Єреміївка)           | 0:1 | 4:2 |     | 1:0 | 2:0 | 0:0 | +:- | 12 | 8  | 1 | 3  | 18-8  | 25 |
| 4 | «Бастіон-2» (Іллічівськ)              | 0:1 | 1:2 | 0:4 |     | 3:2 | 6:1 | +:- | 12 | 4  | 0 | 8  | 15-22 | 12 |
| 5 | «Дружба» (Зоря)                       | 0:2 | 0:1 | 0:1 | 3:1 |     | 2:1 | 3:1 | 12 | 4  | 0 | 8  | 13-23 | 12 |
| 6 | СК «Южне»                             | 0:2 | 2:3 | 2:4 | 2:0 | 6:2 |     | 2:2 | 12 | 3  | 2 | 7  | 17-26 | 11 |
| 7 | ФК «Біляївка»                         | -:+ | -:+ | 1:2 | 1:3 | -:+ | -:+ |     | 12 | 0  | 1 | 11 | 5-11  | 1  |

### Візитна картка чемпіонату
- В чемпіонаті зіграно 42 гри (6 матчів фактично не були проведені), забито 105 голів.
- Середня результативність склала 2,5 м'ячі за гру (2,9 без врахування ігор з технічним результатом).
- Матчі чемпіонату в цілому відвідало 10000 глядачів (в средньом 277 за гру (без врахування матчів з технічним результатом)).
- Призначено 19 пенальті, 15 з них було реалізовано.
- Зафіксовано 1 автогол.
- Арбітри показали в цілому 133 жовті та 10 червоних карток.
- В чемпіонаті взяло участь 175 футболістів.

### Найкращі бомбардири
| М | Гравець              | Команда                               | Голів | Ігор |
| - | -------------------- | ------------------------------------- | ----- | ---- |
| 1 | Сергій СТОЛІТНІЙ     | «Таврія В-Зоря» (Єреміївка)           | 7     | 10   |
| 2 | Олександр БОНДАРЕНКО | ФК «Тарутине»                         | 4     | 10   |
| 3 | Артем АЗИЦЬКИЙ       | СК «Южне»                             | 4     | 6    |
| 4 | Віталій БАЧУР        | «Тирас-2500» (Білгород-Дністровський) | 4     | 10   |
| 5 | Олег ПІДЛЕТІЙЧУК     | «Таврія В-Зоря» (Єреміївка)           | 4     | 6    |
| 6 | Андрій САПУНОВ       | «Тирас-2500» (Білгород-Дністровський) | 4 (1) | 8    |